# Pantoporia eupolia
Pantoporia eupolia är en fjärilsart som beskrevs av Siuiti Murayama och Shimonoya 1962. Pantoporia eupolia ingår i släktet Pantoporia och familjen praktfjärilar. Inga underarter finns listade i Catalogue of Life.